# Bibiano Zapirain
Bibiano Zapirain (ur. 2 grudnia 1919 w Tomás Gomensoro, zm. 2 grudnia 2000 w Bogocie) – urugwajski piłkarz, napastnik.
Urodzony w Tomás Gomensoro w piłkę zaczął grać w klubie Colón. Jako gracz tego klubu w 1937 roku występował w reprezentacji departamentu Artigas. W 1939 roku został graczem brazylijskiego klubu Grêmio Esportivo Bagé, a rok później grał już w barwach Club Nacional de Football. Razem z Nacionalem zdobył w 1940 i 1941 roku tytuł mistrza Urugwaju.
Jako piłkarz klubu Nacional wziął udział w turnieju Copa América 1942, gdzie Urugwaj zdobył tytuł mistrza Ameryki Południowej. Zapirain zagrał we wszystkich sześciu meczach – z Chile (zdobył bramkę), Ekwadorem (zdobył bramkę), Brazylią, Paragwajem, Peru i Argentyną (zdobył bramkę).
Zapirain w 1942 i 1943 roku zdobył razem z Nacionalem kolejne dwa mistrzostwa Urugwaju, a w 1944 i 1945 roku dwa razy z rzędu wicemistrzostwo Urugwaju.
Nadal jako gracz klubu Nacional wziął udział w turnieju Copa América 1945, gdzie Urugwaj zajął czwarte miejsce. Zapirain zagrał w czterech meczach – z Kolumbią (w 60 minucie zastąpił go Luis Ernesto Castro), Brazylią, Chile i Argentyną.
Rok później wziął udział w turnieju Copa América 1946, gdzie Urugwaj ponownie był czwarty. Zapirain zagrał w czterech meczach – z Chile, Brazylią, Boliwią (zagrał tylko w pierwszej połowie – po przerwie jego miejsce zajął Ramón Castro) i Argentyną.
W 1946 roku, po zakończonym turnieju kontynentalnym, wyemigrował do Włoch, by grać w drużynie klubu Inter Mediolan. Pierwszy raz barwy Interu przywdział w zremisowanym 1:1 meczu z Brescią. W Interze do 1948 roku rozegrał 58 meczów, w których zdobył 18 bramek. W 1949 znów grał w Urugwaju, w klubie Nacional, z którym zdobył wicemistrzostwo, a w 1950 roku mistrzostwo Urugwaju. W 1951 roku Zapirain ponownie był wicemistrzem kraju, a w 1952 roku zdobył swój ostatni tytuł mistrza Urugwaju. Łącznie w klubie Nacional Zapirain zoregrał 190 meczów i zdobył 112 bramek.
W 1953 roku przeszedł do wenezuelskiego klubu Loyola, a później grał w kolumbijskich klubach Millonarios FC i Independiente Santa Fe.
Od 10 stycznia 1942 roku do 2 lutego 1946 roku rozegrał w reprezentacji Urugwaju 20 meczów i zdobył 4 bramki. Zmarł 2 grudnia 2000 roku w Bogocie, stolicy Kolumbii.